# Reserva nacional Pampa Galeras-Bárbara d'Achille
La reserva nacional Pampa Galeras-Bárbara d'Achille (RNPGBA) es un área protegida peruana ubicada en la zona altoandina de Lucanas, departamento de Ayacucho, Perú. El área está principalmente dedicada como centro de recuperación y conservación de la vicuña. El paisaje está dominado por el ichu.
Fue creada el 18 de mayo de 1967. La Reserva Nacional está bajo la administración del Servicio Nacional de Áreas Naturales Protegidas. La reserva se llama en honor a Bárbara D´Achille.

## Historia
En 1967 se da comienzo a un programa de protección de la vicuña en Pampa Galeras mediante la participación de guardabosques y una continua vigilancia mediante patrullas. Al ser efectiva esta protección, la población de vicuñas se fue recuperando hasta llegar 15 años después a los 52.000 ejemplares en la Reserva Nacional y alrededores. 28 años más tarde en 1980 el territorio peruano ya contaba con unas 75.000 vicuñas.
Todo esto se consiguió gracias al control de la caza la prohibición de la comercialización internacional de la fibra de vicuña, mediante un convenio firmado en 1969 por los países andinos y renovado 10 años después en 1979 y la contribución técnica y financiera para poder impulsar dichas acciones.
La protección de la caza ilegal la conforman las comunidades campesinas que conviven en la reserva natural protegida, sus miembros son capacitados por el CONACS. Pampa Galeras es el principal centro para la conservación de la vicuña en el Perú.
La reserva nacional fue creada oficialmente 1967, por gestiones del ingeniero Flavio Bazán Peralta durante el gobierno de Fernando Belaúnde Terry.

## Flora
Se encuentra en la ecorregión Puna, entre los 3800 y 5000 m s. n. m.
La vegetación que abunda en la reserva es el pajonal y sobre todo el ichu, conformado por varias especies de poáceas como Festuca sp. Stipa ichu y Calamagrostis sp. Dichas plantas crecen en grupos abundantes y dispersos entre los cuales encontramos en gran cantidad especies arbustivas y subarbustivas, de hábito erguido, como por ejemplo la tola y el Senecio sp. En otros lugares como en los valles pedregosos se puede encontrar bosques relictos de queñual y quishuar.

## Dimensiones
Esta Área Natural Protegida consta de 6500 hectáreas pero su zona de influencia abarca más de 60 000 ha. Alberga y es propiedad de un grupo considerable de comunidades campesinas de Lucanas.